# Até Eu Envelhecer
Até Eu Envelhecer é o sétimo álbum de estúdio da banda brasileira de rock Resgate, lançado em 2006.
É o primeiro álbum com Dudu Borges como integrante, que também participou mais ativamente da concepção dos arranjos. O músico, na época do lançamento, disse: "Novidade são as 10 músicas inéditas, um disco que a banda está muito feliz de ter feito, o som, as letras, as músicas. Com certeza marca uma nova fase da banda".
O repertório é, em grande parte inédito, exceto pela regravação de "Apocalipse Now", da banda Katsbarnea, escrita pelo cantor Brother Simion. Até Eu Envelhecer recebeu críticas favoráveis da mídia especializada. Para a divulgação do disco, a banda gravou o clipe "O Médico e o Monstro". O álbum foi indicado como melhor álbum de rock cristão de 2007 pelo Troféu Talento.

## Antecedentes
Dudu Borges já tinha participado de dois trabalhos do Resgate, o último como produtor, e viajava junto com os músicos pela estrada. Com a relação, os membros do grupo decidiram convidá-lo para se tornar integrante, o que ocorreu em 2005. Na época, Dudu disse ao Super Gospel:
Desde a gravação do CD Eu continuo de pé, que pra mim já foi uma surpresa ser chamado pra gravar, eu participo intensivamente do Resgate. Com os 3 anos que acompanho a banda nas gravações e nos shows, as coisas deram muito certo e a minha participação na banda passou a ser mais intensa. Como o meu envolvimento com a banda e a igreja, a amizade cresceu muito... Veio o convite! Olha, na verdade eu sou fã do Resgate há muito tempo, e estou muito feliz por fazer parte de uma banda tão respeitada e importante do meio gospel.

## Gravação
Com a mudança de formação, Dudu Borges teve maior liberdade para participar do processo de composição do álbum. Na época, o tecladista defendeu que a sonoridade do grupo não iria mudar radicalmente, porque teclados e órgãos hammond já faziam parte da musicalidade do grupo nos trabalhos anteriores. Por outro lado, Dudu também disse que a prioridade dos demais integrantes estava em suas atividades como líderes religiosos na Igreja Renascer em Cristo e que ele, como produtor, estaria mais concentrado na parte artística e musical da obra.
A pré-produção do álbum se iniciou em 2005 e foi gravado no Estúdio 12, o antigo Estúdio 43, onde a banda tinha gravado em 1995 o projeto On the Rock. O repertório foi predominantemente inédito, com a exceção de "Apocalipse Now", composição do cantor Brother Simion gravada pela banda Katsbarnea no álbum Katsbarnea, de 1990.

## Lançamento e recepção
| Críticas profissionais | Críticas profissionais |
| Avaliações da crítica  | Avaliações da crítica  |
| Fonte                  | Avaliação              |
| ---------------------- | ---------------------- |
| Super Gospel           | (favorável)            |
| O Propagador           | [ 2 ]                  |

Até Eu Envelhecer foi lançado em abril de 2006 pela gravadora Gospel Records e recebeu avaliações favoráveis da mídia especializada. Em texto para o Super Gospel, Roberto Azevedo defendeu que "todo o trabalho está de excelente nível, com letras inteligentes, profundas e marcantes". Para o crítico, o cover de "Apocalipse Now" tem "um arranjo 'meio Paralamas' e um vocal 'meio Engenheiros'", mas, ao mesmo tempo, teriam os melhores solos do repertório. Retrospectivamente, a obra recebeu uma cotação de 3,5 de 5 estrelas do guia discográfico do O Propagador. Segundo o guia, a entrada de Dudu Borges foi o principal ponto positivo da obra, "que tornou o registro menos previsível do que os anteriores", mas também avaliou negativamente a influência teológica da Igreja Renascer em Cristo de músicas como "Meus Pés" e "A Gente".
A própria banda já chegou a considerar Até Eu Envelhecer um dos seus trabalhos mais maduros de sua carreira, embora com o passar do tempo tenham feito críticas em relação às suas letras. Em 2017, respondendo perguntas de internautas, o guitarrista Hamilton Gomes fez críticas as letras de "Meus Pés", "Eu Vou Chegar Lá" e "A Gente", afirmando que elas representariam uma visão neopentecostal do cristianismo, o que não representaria a percepção do grupo. Apesar disso, pela popularidade, a banda continuou tocando um trecho de "A Gente", como feito no DVD Aos Vivos, de 2013. Nesta mesma ocasião, Zé Bruno chegou a dizer que os membros já tiveram a vontade de refazer "Meus Pés", que incluiu uma pequena pregação de Estevam Hernandes: "A gente já pensou em regravar 'Meus Pés' consertando algumas coisas. Porque o riff é do Dudu Borges é sensacional", disse.
O show de lançamento do álbum, promovido em 2006, acabou se transformando no CD e DVD Até Eu Envelhecer ao Vivo, lançado em 2008. Além disso, a banda produziu o videoclipe da canção "O Médico e o Monstro", que mesclou cenas em preto e branco dos integrantes com imagens do filme homônimo de 1923 sob direção de Kako Alves, baterista da banda Militantes.
O álbum foi indicado ao Troféu Talento 2007 de Melhor Álbum de Rock.
"Passo a Passo" e "Astronauta" representaram Até Eu Envelhecer na coletânea de grandes êxitos Pretérito Imperfeito, mais que Perfeito (2011).

## Faixas
| N.º | Título                  | Duração |  |
| 1.  | "Meus Pés"              | 4:24    |  |
| 2.  | "Passo a Passo"         | 4:28    |  |
| 3.  | "Astronauta"            | 4:34    |  |
| 4.  | "Te Encontrar"          | 4:33    |  |
| 5.  | "Eu Vou Chegar Lá"      | 3:24    |  |
| 6.  | "A Gente"               | 3:56    |  |
| 7.  | "O Médico e o Monstro"  | 5:43    |  |
| 8.  | "Teu Sinal"             | 4:48    |  |
| 9.  | "A Saída"               | 3:26    |  |
| 10. | "Apocalipse Now"        | 5:32    |  |
| 11. | "O Perdido e o Sentido" | 3:46    |  |

## Ficha técnica
Banda
- Zé Bruno - vocais, guitarras, violão
- Hamilton Gomes - guitarra e violão
- Marcelo Bassa - baixo
- Jorge Bruno - bateria
- Dudu Borges - produção musical, piano e órgão hammond

Músicos convidados
- Ronaldo de Oliveira Silva - arranjo de cordas em "Apocalipse Now"